# コンセプトアート

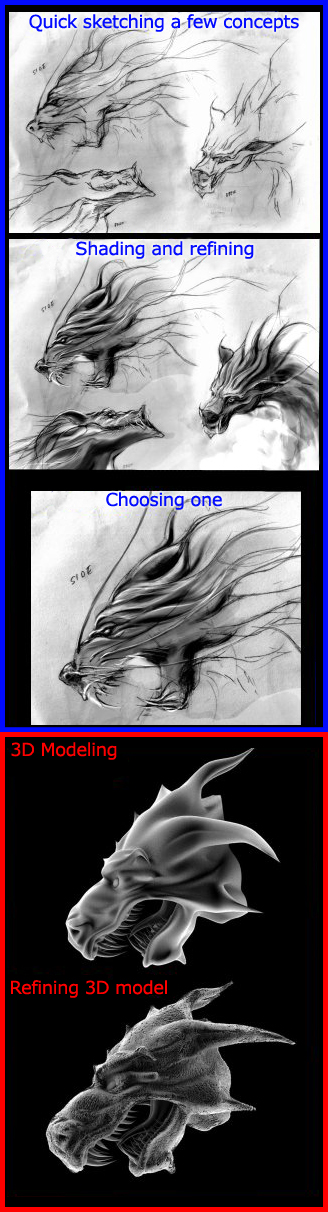
コンセプトデザインのワークフロー（青）とそれによる3Dモデリング（赤）の一例

コンセプトアート（英: concept art）とは、映画、コンピュータゲーム、アニメーション、漫画などで使用するデザイン・アイデア・雰囲気などを最終製品として仕上げる前に視覚化して伝えることを主目的としたイラストレーションの一形態である。ビジュアル開発やコンセプトデザインなどとも呼ばれる。

## 歴史
試作デザインを指して「コンセプトアート」という言葉を普及または造語したのが誰かは不明であるが、コンセプトカーのデザインもしくはアニメーション産業の一部として使われるようになったものと思われる。
この用語がなかったとしても、これらの業種はこの種の仕事をする人を必要としている。1930年代にはディズニー・アニメーションで「コンセプトアート」の語が使用されている。

## コンセプトアーティスト
コンセプトアーティストは、まだ存在していない物品・キャラクター・土地などの視覚的なデザインを作り出す人である。これには映画、アニメーション、最近ではコンピュータゲームなどの制作が含まれる。コンセプトアーティストは準備段階での制作活動にのみ必要となるに過ぎない場合もあれば、制作チームの一部としてプロジェクトが達成されるまで必要とされる場合もある。ファインアーティストとしての技術だけでなく、グラフィックデザイナーとしての資格で締切を厳密に守って仕事をする能力も求められる。
制作する主題そのものは選べない場合が多いので、アイデアの解釈と具体化がコンセプトアーティスト個人の技量が最も明確に現れる箇所である。

## 道具
近年ではコンセプトアートは最新テクノロジーを積極的に使用するようになっている。PhotoshopやCorel Painterなどのグラフィックソフトウェアやペンタブレットなどのハードウェアが簡単に利用できるようになったことで、より効率的な作業方法が可能となった。それまでは（そして今日でも）、油彩、アクリル絵具、マーカー、鉛筆などの伝統的な画材が大量に使われた。そのため、現代のペイントソフトの多くはキャンバス上で絵具が起こすような混色をシミュレートするようにプログラムされている。
伝統的画材への熟練が、得てしてソフトウェアの使いこなしよりも優先されるのである。

## テーマ

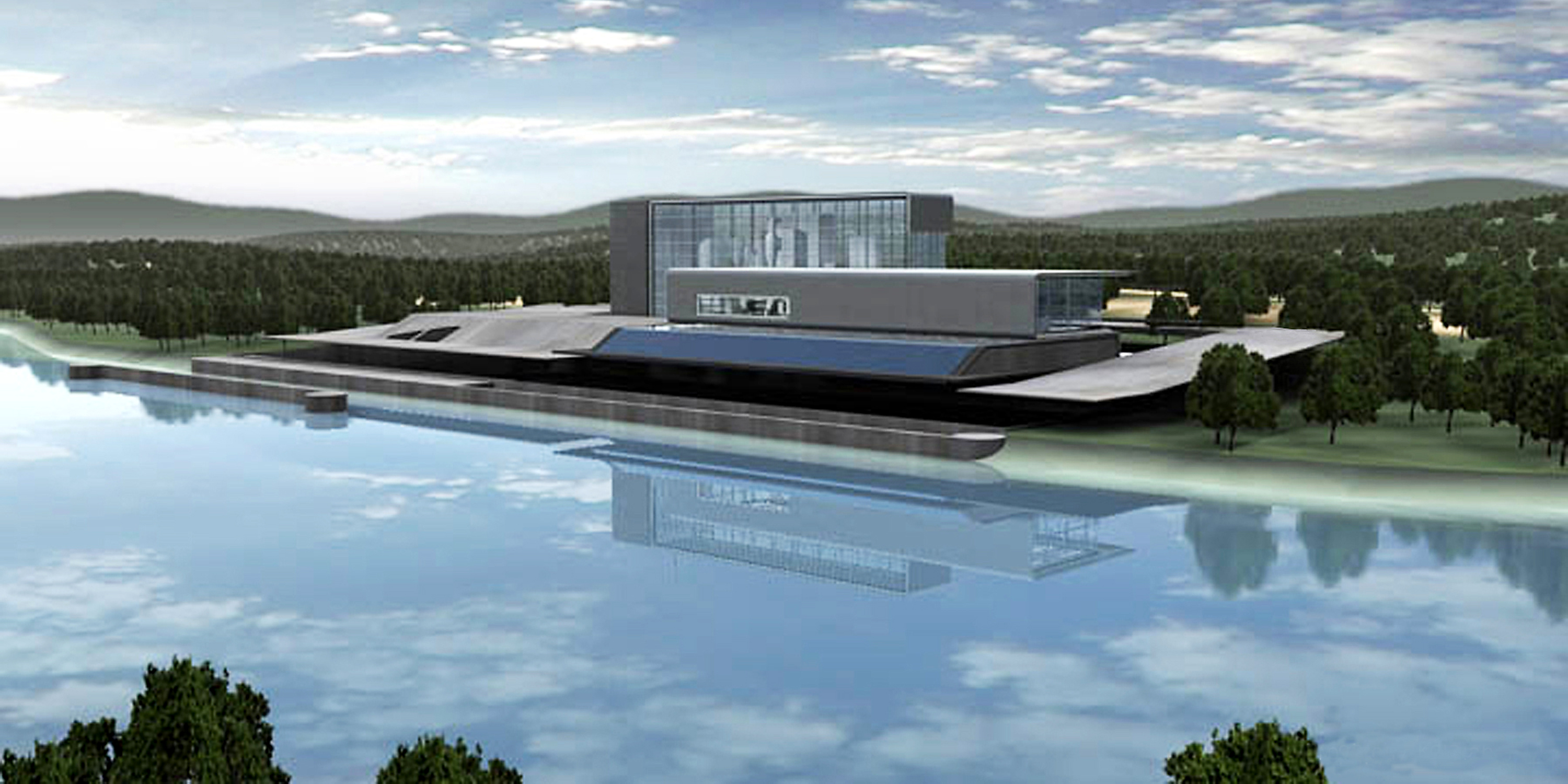
米エネルギー省によるフューチャージェン計画のコンセプトアート

コンセプトアートが最も広く普及している分野はサイエンス・フィクションとファンタジーである。ハリウッド初期の映画ポスターのデザインが主要なメディアであった頃からコンセプトアートは常に幅広い主題をカバーする必要があったが、近年ではコンピュータゲームでのコンセプトアートの使用が増大したためにさらに分野が拡大し、サッカーからマフィアまで手広く扱うようになった。

## スタイル
コンセプトアートには写真のようにリアルなものから伝統的な絵画の技法によるものまである。1ピクセル毎に至る細部までを埋められたり本物の絵具を模倣できるセッティングを使用したりできる特殊なソフトウェアにより、これは容易になった。
作品を委託する時に、企業は大量の予備的な作品の制作を要求することが多い。プロジェクトのために働くアーティストは、しばしば制作の初期段階で幅広い解釈を提供するため、大部分をスケッチの形で頻繁な作り直しを行う。後の段階では、コンセプトアートは必要なだけ写実的に作られる。